# William Osler
Sir William Osler, 1. baronet (ur. 12 lipca 1849 w Bond Head, zm. 29 grudnia 1919) – kanadyjski lekarz. 
Od 1857 roku mieszkał w Dundas. Jego rodzicami byli wielebny Featherstone Lake Osler i Ellen Free Picton, jego braćmi byli Britton Bath Osler (1839–1901) i Edmund Boyd Osler (1845–1924). Zmarł z powodu grypy hiszpanki.

## Dorobek naukowy
Zajmował się m.in. neurologią i patologią oraz historią medycyny. W 1894 roku dowiódł, że twardzina jest chorobą układową o szczególnej predyspozycji do płuc i nerek. 
Na jego cześć nazwano tzw. guzki Oslera w infekcyjnym zapaleniu wsierdzia; objaw Oslera; chorobę Rendu-Oslera-Webera.